# 映画術 ヒッチコック/トリュフォー
『映画術 ヒッチコック/トリュフォー』（えいがじゅつ ヒッチコック トリュフォー、Hitchcock/Truffaut）は、フランソワ・トリュフォーによるアルフレッド・ヒッチコックへのインタビューを収録した1966年の書籍。
フランス語では Le Cinéma selon Alfred Hitchcock 、英語では Hitchcock/Truffaut として同時出版され、映画のバイブルとして各国語に翻訳され、日本語版も約7万部のロングセラーとなっている。
最初はÉditions Robert Laffontから出版され、ヒッチコックの死後、トリュフォーによって後のヒッチコック作品の情報が序文と最終章に補完された。
本作を題材にした映画『ヒッチコック/トリュフォー』が2015年に公開された。

## 概要
1962年にトリュフォーがユニバーサル・スタジオの会議室で行った、ヒッチコックへの映画についてのインタビューが収録されている。インタビューは1週間以上、録音テープは50時間分に及んでおり、本書はその音源を書き起こし、写真とともにヒッチコックのテクニックと映画理論を解説している。

### 日本語訳
- 『映画術』 山田宏一、蓮實重彦訳、晶文社、1981年
  - 改訂版『定本 映画術 ヒッチコック/トリュフォー』 晶文社、1990年